# Vozera Janova
Vozera Janova (vitryska: Возера Янова) är en sjö i Belarus.   Den ligger i voblasten Vitsebsks voblast, i den norra delen av landet, 170 km nordost om huvudstaden Minsk. Vozera Janova ligger 124 meter över havet. Arean är 6,6 kvadratkilometer. Den sträcker sig 3,7 kilometer i nord-sydlig riktning, och 6,0 kilometer i öst-västlig riktning.
Omgivningarna runt Vozera Janova är en mosaik av jordbruksmark och naturlig växtlighet. Runt Vozera Janova är det glesbefolkat, med 13 invånare per kvadratkilometer.